# Batrachyla fitzroya
A Batrachyla fitzroya a kétéltűek (Amphibia) osztályába, a békák (Anura) rendjébe és a Batrachylidae családjába tartozó faj.

## Előfordulása
A faj Argentína endemikus faja. A faj Chubut tartományban, a Futaleufú megyében elterülő Los Alerces Nemzeti Parkban található Menéndez-tó Isla Grande szigetén él 500 m-es magasságon. Természetes élőhelye a szubantarktikus erdők, mocsarak, lápok.